# Wehrkreis XII (Wiesbaden)

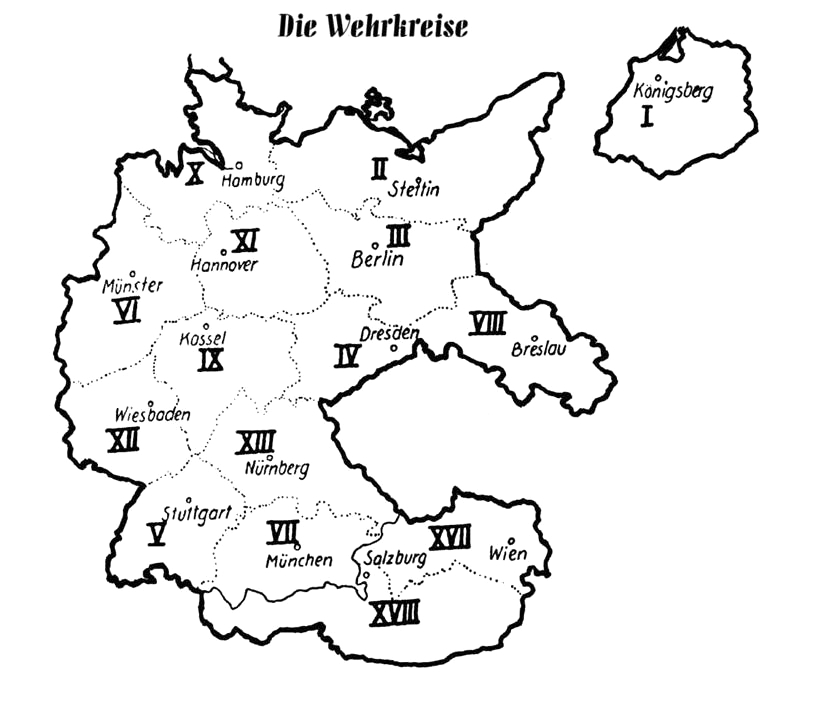
Die Wehrkreise des Deutschen Reiches nach dem „Anschluss“ Österreichs

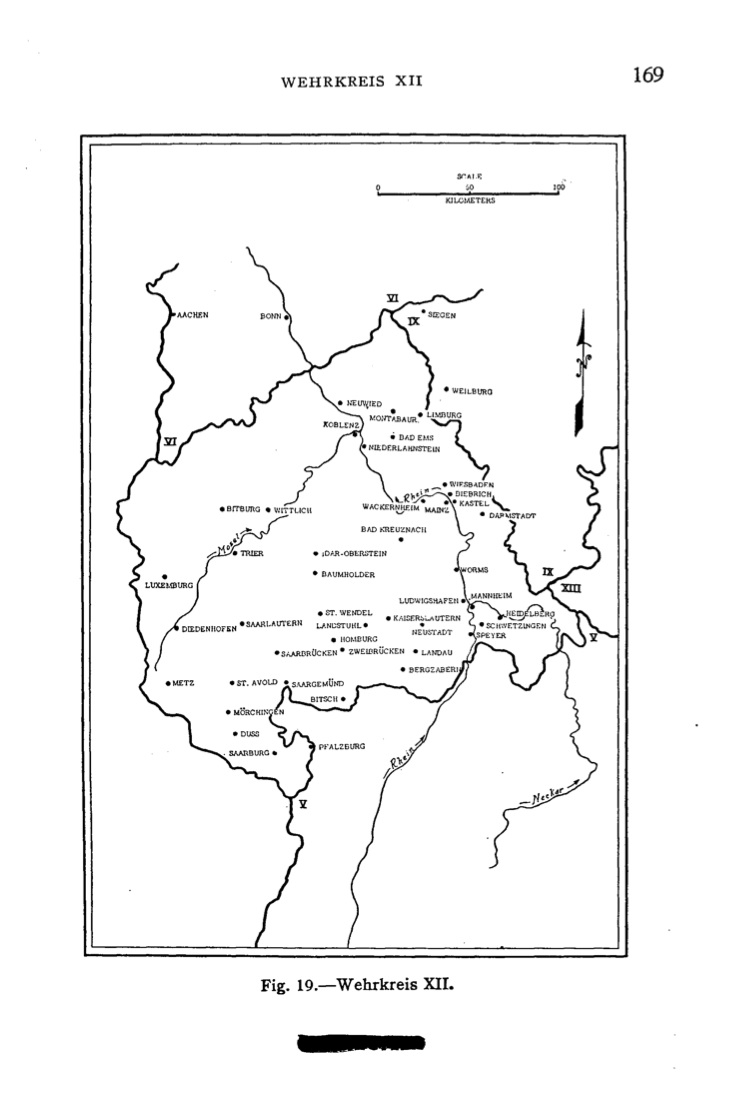
Karte des Wehrkreises XII

Der Wehrkreis XII (Wiesbaden) war eine territoriale Verwaltungseinheit der Wehrmacht im nationalsozialistischen Deutschen Reich und bestand von 1936 bis 1945. Ihm oblag die militärische Sicherung der Gebiete südliche Rheinprovinz, Pfalz, badische Kurpfalz, westliche Teile von Hessen-Nassau und Volksstaat Hessen, Saarland und nach 1940 auch Luxemburg und Lothringen sowie die Ersatzgestellung und Ausbildung von Personal für das Heer in diesem Gebiet. Der Wehrkreis umfasste die Wehrersatzbezirke Koblenz und Mannheim. Das Hauptquartier befand sich in Wiesbaden.

## Befehlshaber
Die Befehlshaber des Wehrkreises XII waren:
- Franz Freiherr Kreß von Kressenstein 1936–1938
- Walther Schroth 1938–1939
- Albrecht Steppuhn 1939–1943
- Walther Schroth 1943–1944
- Paul Danhauser 1944–1944
- Herbert Osterkamp 1944–1945